# Соломон, Абрахам
Абрахам Соломон (англ. Abraham Solomon; 7 мая 1825, Лондон — 19 декабря 1862, Биарриц) — английский художник.

## Биография
Родился в Лондоне в 1825 году, в ортодоксальной еврейской семье. Второй из восьми детей крупного торговца соломенными шляпками Мейера Соломона и художницы Катерин Леви. Его брат Симеон Соломон и сестра Ребекка Соломон также были художниками.
В возрасте тринадцати лет стал учеником художественного училища Генри Сасса, а в 1838 году получил серебряную медаль от Королевского общества искусств. В 1839 году прил принят в качестве ученика в Королевскую академию художеств, где в том же году получил серебряную медаль, а в 1843 году ещё одну.
10 Мая 1860 года женился на Элле Харт, сестре доктора Эрнеста Харта. Умер 19 декабря 1862 года в Биарице от сердечной болезни, в тот же день, когда  был избран членом Королевской академии.
Несмотря на то, что Абрахам Соломон имел куда более респектабельную репутацию, чем его гомосексуальный брат Симеон, он также периодически подвергался осуждению со стороны викторианской публики. Так, картину «Вагон первого класса» Абрахаму пришлось писать заново во второй раз: в первой версии зрители сочли достойным порицания, что дерзкий юноша заговорил с незамужней девушкой, пока её отец спит.

## Галерея

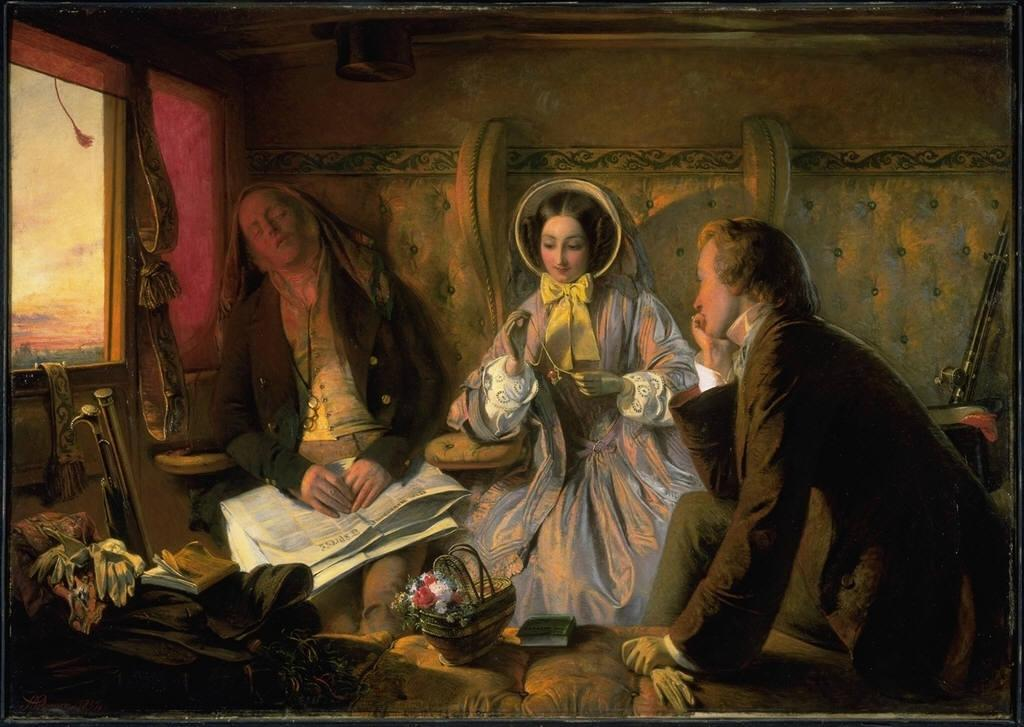
В вагоне первого класса (Первое свидание). 1854.
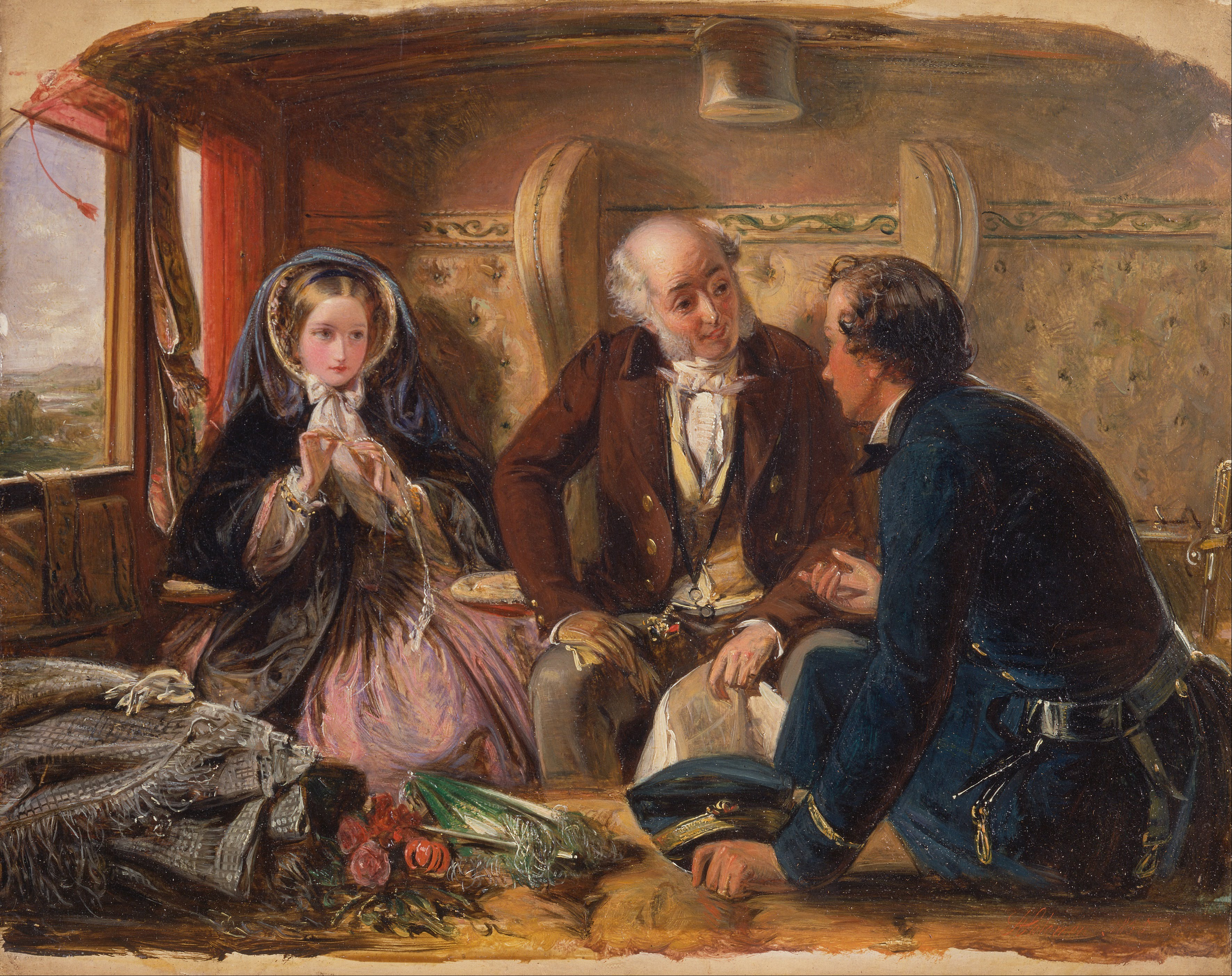
В вагоне первого класса (Первое свидание). 1855 (вторая версия картины). Йельский центр британского искусства, США.
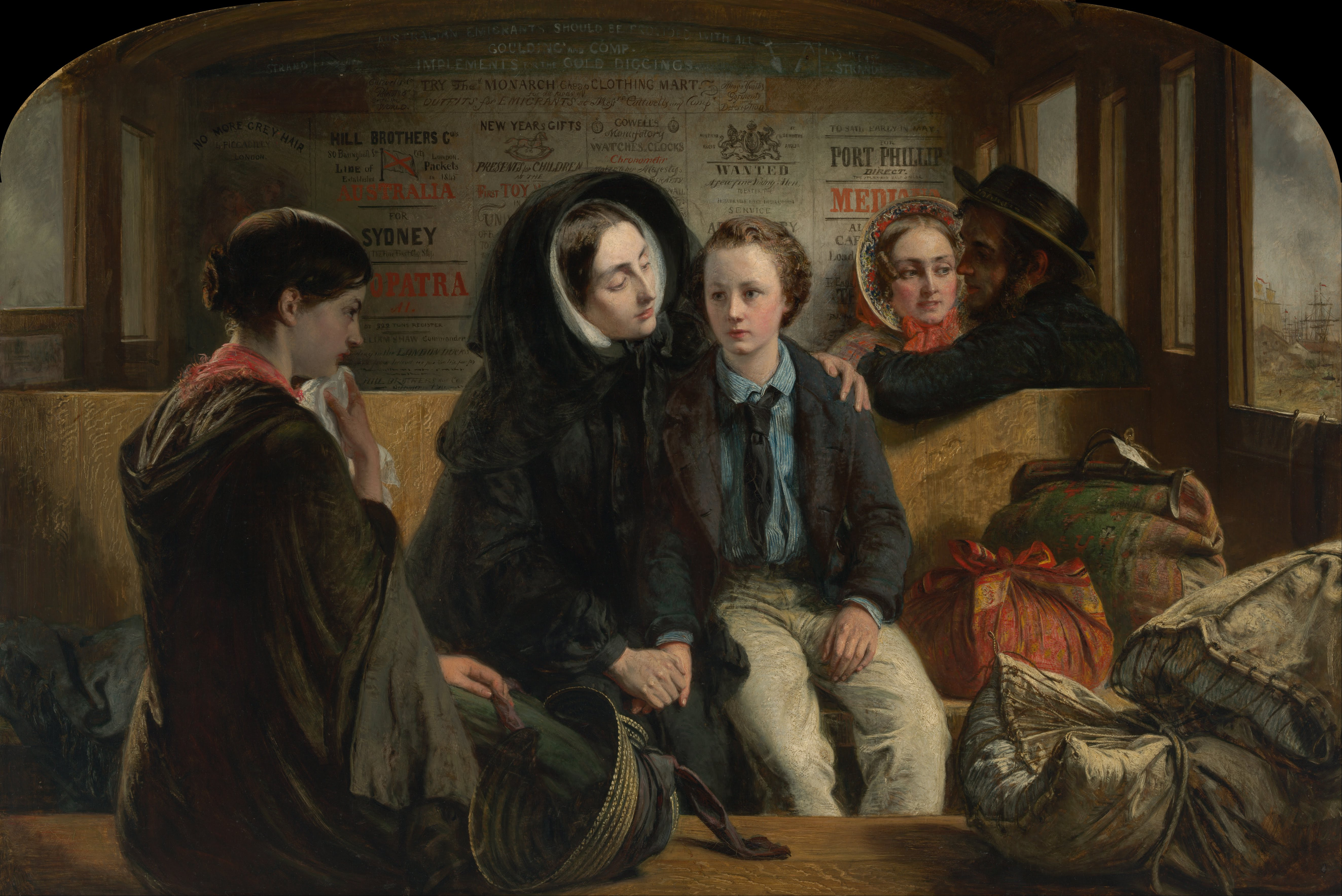
В вагоне второго класса, 1854. Национальная галерея Австралии, Канберра.
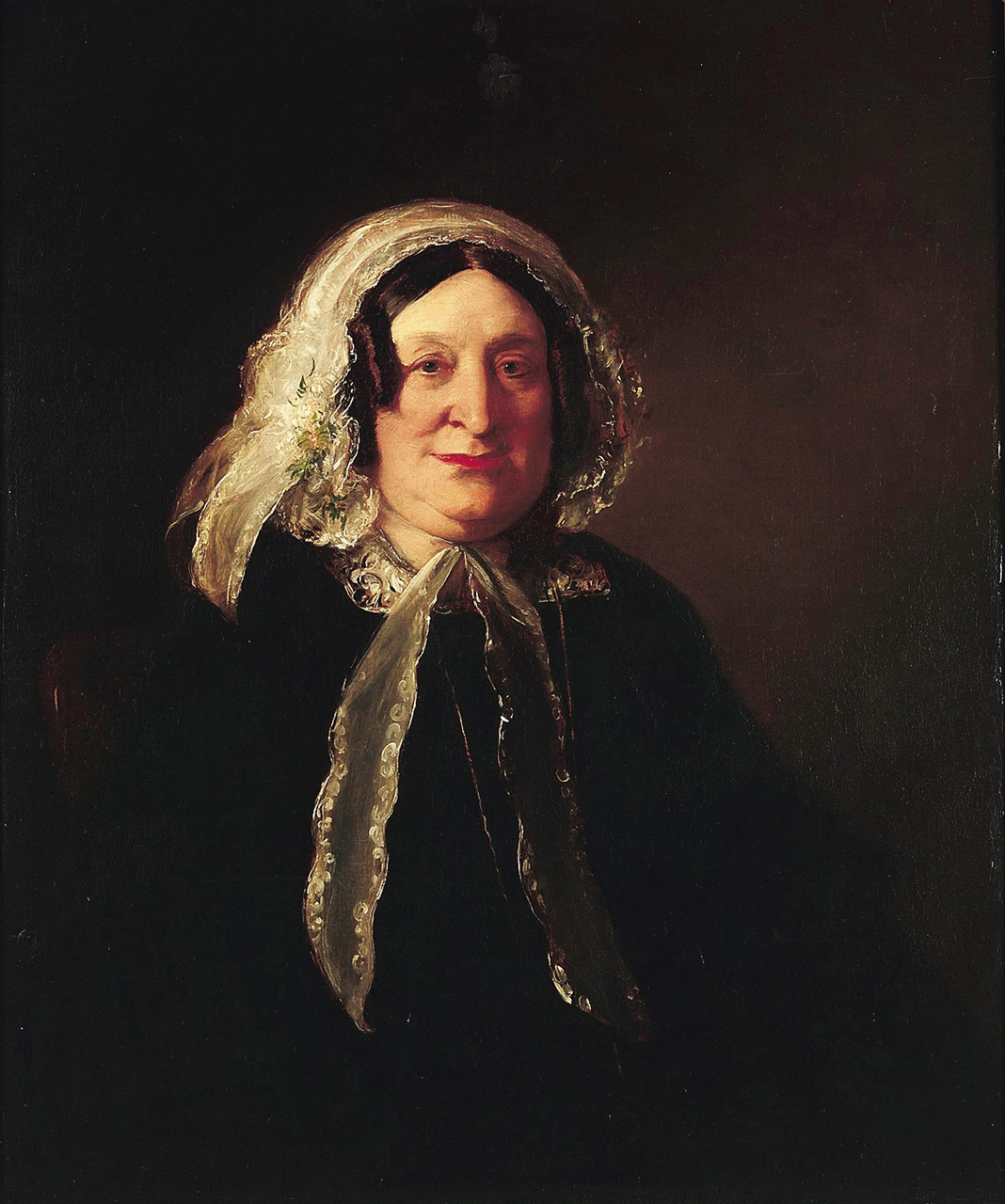
Миссис Натаниэль Леви. Лондонский еврейский музей.